# Eduard Stadtler

Eduard Stadtler

Eduard Stadtler (* 17. Februar 1886 in Hagenau, Reichsland Elsaß-Lothringen; † 5. Oktober 1945 im sowjetischen Speziallager Sachsenhausen) war ein rechtsradikaler deutscher Politiker und Publizist. 1918 gründete er die Antibolschewistische Liga und andere antikommunistische Organisationen, in denen er einen nationalen Sozialismus propagierte. Putschpläne, mit denen er sich 1923 zum Diktator erheben lassen wollte, scheiterten. In der Folgezeit gab er eine jungkonservative Zeitschrift heraus und engagierte sich im Stahlhelm, Bund der Frontsoldaten. Von 1932 bis 1933 war er Mitglied des Reichstages. Er war für die DNVP gewählt worden, trat aber im Mai 1933 der Fraktion der NSDAP bei. 1936 bis 1939 wurde er von der Gestapo überwacht, seine Bücher verboten, sein Verlag aufgelöst.

## Leben

### Kaiserreich und Erster Weltkrieg
Eduard Stadtler wurde in Hagenau im Reichsland Elsaß-Lothringen als Sohn des Joseph Stadtler und dessen Ehefrau Catharina Stadtler geborenen Debua geboren. Er besuchte die katholische Volksschule seines Heimatortes und später eine Schule in Belfort, wo er das französische Baccalauréat bestand. In Hagenau machte er sein deutsches Abitur. Er studierte in Graz und Straßburg und bestand 1910 das Staatsexamen für höheres Lehrfach. In dieser Zeit war er mit dem späteren Reichskanzler Heinrich Brüning befreundet, mit dem er sich aber später zerstritt. Wie dieser engagierte sich Stadtler in der Zentrumspartei. Von 1910 an war er als Lehrer tätig und arbeitete gleichzeitig an seiner Dissertation, mit der er bei Martin Spahn zum Dr. phil. promoviert wurde. Als ihm 1912 seitens der Schulbehörde fehlerhafte Heftkorrekturen vorgeworfen wurden, verließ er den Schuldienst, um eine politische Karriere einzuschlagen, und wurde Herausgeber der Mitgliederzeitschrift der Windthorstbünde, der Jugendorganisation der Zentrumspartei. 1913 sprach er sich in öffentlichen Vorträgen für die Wehrvorlage aus, mit der eine weitere Aufrüstung des Kaiserreichs ermöglicht wurde. Nach Ausbruch des Ersten Weltkrieges veröffentlichte er eine patriotische Broschüre.
1915 meldete er sich als Kriegsfreiwilliger. Von der Westfront, wo man ihn zunächst eingesetzt hatte, wurde er bald wieder abgezogen, da die Armeeleitung Zweifel an der nationalen Zuverlässigkeit des elsässischen Regiments hatte, in dem er diente. 1916 wurde er an die Ostfront versetzt und geriet nach wenigen Wochen in russische Kriegsgefangenschaft. Hier genoss er erhebliche Freiheiten, lernte Russisch und Türkisch, gab Privatunterricht und beobachtete fasziniert die Ereignisse der Russischen Revolution, die im März 1917 ausbrach. Nach dem Frieden von Brest-Litowsk aus der Kriegsgefangenschaft entlassen, begab er sich im Mai 1918 nach Moskau, wo er eine Anstellung in der deutschen Botschaft erhielt. Im August 1918 kehrte er nach Deutschland zurück.

### Novemberrevolution
Im Dezember 1918 gründete er die Antibolschewistische Liga, deren erster Leiter er wurde. Mit großzügigen Spenden deutscher Industrieller versehen, konnte er weitere antikommunistische Organisationen aufbauen, so zum Beispiel das 1919 gegründete Generalsekretariat zum Studium und zur Bekämpfung des Bolschewismus. Stadtler war auch Vorstand der Vereinigung für nationale und soziale Solidarität (Solidarier), die 1918 von Heinrich von Gleichen initiiert worden war und aus der 1924 der Deutsche Herrenklub hervorging. Er war auch Mitglied des jungkonservativen Juniklubs. Zu seinem elitären Kreis aus exponierten nationalen Unternehmern, Politikern und Intellektuellen gehörten u. a. Karl Helfferich, Simon Marx, Adam Stegerwald, Franz Röhr, Heinrich von Gleichen-Rußwurm, Arthur Moeller van den Bruck, Otto Strasser, Franz von Papen und Hugo Stinnes. Stadtler wurde auch Mitglied der ähnlich elitären und einflussreichen Gesellschaft zum Studium des Faschismus.
Von Herbst 1918 bis Frühjahr 1919 entfaltete Stadtler in Deutschland eine rastlose Agitation gegen den Bolschewismus, den er als die größte Gefahr ansah. Als Gegenmittel propagierte er einen „deutschen“, „nationalen“ oder „christlich-nationalen“ Sozialismus, im Gegensatz zum „Klassenkampf-Sozialismus“ der Marxisten. Ziel seines politischen Denkens war eine hierarchisch gegliederte „Volksgemeinschaft“. Stadtler sprach sich für ein Ende des Kapitalismus aus, an dessen Stelle und gleichzeitig als Gegenmodell zum Sowjet-Kommunismus er eine „elitär–egalitäre und militarisierte Sozialformation […] als Basis einer erneuten imperialen Machtentfaltung nach außen“ errichten wollte. Sich selbst sah er als Volkstribun an der Spitze dieses Projekts. Dabei verzichtete er aber auf alle antisemitischen Untertöne.
Am 10. Januar 1919 hielt Stadtler in den Räumen des Aero-Klubs von Berlin einen Vortrag über den „Bolschewismus als Weltgefahr“ vor 50 hochrangigen Teilnehmern der deutschen Industrie-, Handels- und Bankenwelt, darunter Hugo Stinnes, Albert Vögler, Siemens, Otto Henrich (Siemens-Schuckert-Konzern), Ernst von Borsig, Felix Deutsch (AEG) und Arthur Salomonsohn (Disconto-Gesellschaft). Organisiert hatte die Veranstaltung der Direktor der Deutschen Bank Paul Mankiewitz. Stadtler berichtete in seinen 1935 erschienenen Memoiren, die Vertreter der deutschen Wirtschaft hätten daraufhin 500 Millionen Reichsmark in einen Antibolschewistenfonds gespendet, aus dem sich in der Folgezeit antikommunistische Aktivitäten von Versammlungen über Publikationen bis zur Aufstellung von Freikorps finanziert worden seien. Diese Angaben werden von dem amerikanischen Sozialhistoriker Gerald D. Feldman bezweifelt, der schätzt, der Fonds habe von jedem anwesenden Wirtschaftsführer fünf Millionen Reichsmark erhalten.
Ebenfalls im Januar 1919 warnte er Reichswehrminister Gustav Noske (SPD) eindringlich vor den Gefahren des Bolschewismus und glaubte später, Noskes hartes Vorgehen bei der Niederschlagung des Spartakusaufstands ginge auf seinen Einfluss zurück. In seinen Memoiren behauptet Stadtler auch, er habe am 12. Januar 1919 Kommandeur Waldemar Pabst von der Garde-Kavallerie-Schützen-Division im Eden-Hotel zur Ermordung von Karl Liebknecht und Rosa Luxemburg animiert. Diese Angaben haben keinen Eingang in neuere Darstellungen zu den Ereignissen des Januar 1919 gefunden. Gerd Koenen lässt in seiner Darstellung offen, ob Stadtlers Gespräch mit Pabst wirklich stattgefunden hat, laut dem Historiker André Postert ist weder der Anteil der Antibolschewistischen Liga an der Ermordung Liebknechts und Luxemburgs geklärt noch ist künftig eine Klärung zu erwarten.
Um nicht nur negativ zu erscheinen (sein Spitzname war „Dr. Anti“), benannte Stadtler im Februar 1919 seine Liga in Liga zum Schutz der deutschen Kultur um. Mit seinen Vorschlägen, wie man die verhasste Republik beseitigen und wodurch man sie ersetzen sollte, geriet Stadtler jedoch in Konflikt mit seinen Geldgebern. So wollte er den Parlamentarismus mit einem Rätesystem aushebeln und sprach sich für einen „militärischen Sozialismus, Sozialismus der deutschen Zukunft“ aus. Um Deutschland vor den Westmächten und dem Marxismus zu retten, wollte er die politischen Leidenschaften breiter Volksmassen in einer Levée en masse entfesseln. All das weckte bei der Industrie die Besorgnis, ob sie unter diesen Umständen ihr Eigentum würden sichern können. Ende März 1919 wurde Stadtler aus der Führung der Liga zum Schutz der deutschen Kultur gedrängt. 1919 gründete Stadtler zusätzlich eine Vereinigung für parteifreie Politik. Deren Gründungsaufruf mit dem Titel „Die Diktatur der sozialen Revolution“ nennt der Historiker Gerd Koenen ein „Dokument galoppierenden Größenwahns“. Weder mit der Vereinigung noch mit der Liga zum Schutz der deutschen Kultur fand er Unterstützer unter den politisch einflussreichen Persönlichkeiten Deutschlands.

### Weimarer Republik
Während der Diskussionen um die Friedensbedingungen des Versailler Vertrags, die Deutschland im Mai 1919 ultimativ zur Unterschrift vorgelegt wurden, nahm Stadtler Kontakt mit Außenminister Ulrich von Brockdorff-Rantzau auf. Gemeinsam entwickelten sie die Überlegung, die Unterschrift zu verweigern, einen Einmarsch der Truppen der Siegermächte hinzunehmen und in den sich daraus entwickelnden Unruhen, nicht zuletzt mit dem Drohbild einer weltweiten Ausbreitung des Bolschewismus, doch noch bessere Friedensbedingungen zu erreichen. Brockdorff-Rantzau wollte Stadtler sogar in die deutsche Delegation in Versailles aufnehmen, drang damit aber nicht durch und trat kurz darauf zurück. Mit einem Putsch wollte er, wie er in seinen Memoiren behauptete, mit Hilfe von Freikorps und Bürgerwehren mit einer „Nein-Welle der Nation […] eine Ja-Regierung einfach wegfegen helfen“. Angeblich waren unter anderem so prominente Personen wie Stinnes, Adam Stegerwald, Walther von Lüttwitz, Arthur Moeller van den Bruck, Martin Spahn und Heinrich v. Gleichen eingeweiht. Es kam aber nichts dabei heraus.
1919 bis 1925 fungierte Stadtler als Herausgeber der jungkonservativen Zeitschrift Das Gewissen. Nach Einschätzung des Schriftstellers  Hans Schwarz lag die eigentliche Leitung des Blatts in den Händen von Arthur Moeller van den Bruck. Im Gewissen beteiligte sich Stadtler an der rechten Kampagne gegen den Reichsfinanzminister Matthias Erzberger, der in nationalistischen Kreisen nicht nur wegen seiner Unterschrift unter den Waffenstillstand von Compiègne (1918), sondern auch wegen seiner Reform der Reichsfinanzen verhasst war. Aus Protest gegen ihn war Stadtler bereits 1918 aus der Zentrumspartei ausgetreten. In seinen Polemiken gegen Erzberger, die ab Sommer 1919 im Gewissen erschienen, griff Stadtler auch auf die Dolchstoßlegende zurück. Sie steigerten sich bis zum Sommer 1921. Am 26. August 1921 wurde Erzberger von Angehörigen der rechtsextremen Organisation Consul ermordet.

Vor den Reichstagswahlen 1920 versuchte Stadtler eine eigene „Arbeitsgemeinschaftsliste“ aufzustellen, hinter der Vertreter des Mittelstands, der Industrie und der Arbeiterschaft stehen sollten. Mangels Unterstützung aus der Wirtschaft wurde nichts daraus. Während des Polnisch-Sowjetischen Krieges gab Stadtler seine scharf antisowjetische Haltung erstmals auf: Nun konnte er sich ein Bündnis mit Sowjetrussland vorstellen. Von 1922 an sprach er bewundernd vom „Sowjetfaschismus“: Wladimir Iljitsch Lenin und Benito Mussolini erschienen ihm als Parallelfiguren. Mit ihnen und mit Mustafa Kemal Atatürk solle Deutschland sich verbünden. Im März 1921 schrieb er: 

„Die Völker des Ostens, zu denen ab jetzt auch die Deutschen gehören, werden mit den Problemen ohne den Westen und gegen den Westen fertig werden müssen. [… Wir] begrüßen alle Katastrophen, die Entscheidungen bringen können.“

Im Oktober 1921 veröffentlichte Stadtler in der Täglichen Rundschau eine Polemik gegen Reichskanzler Joseph Wirth, dem er vorwarf, gegenüber den Siegermächten zu zurückhaltend aufzutreten. In Wahrheit sei Wirth aber kein Pazifist, sondern habe Verständnis für die (nach dem Versailler Vertrag illegalen) Einwohnerwehren. Daraufhin leitete der Oberreichsanwalt ein Strafverfahren wegen „diplomatischen Landesverrats“ gegen ihn ein. Das erschien der Berliner Zeitung unglaubwürdig, die sich über Stadtler mokierte: „Bisher zeigte er sich so schlecht informiert, daß es verwunderlich wäre, wenn er Staatsgeheimnisse zu verraten hätte“. Im Dezember 1921 wurde das Verfahren eingestellt.
Während der Ruhrbesetzung soll Stadtler laut einer anonymen Aktennotiz im Sonderarchiv Moskau am 17. September 1923 sogar Geheimgespräche mit dem Komintern-Vertreter Karl Radek geführt haben, um eine gemeinsame Widerstandsfront gegen die Siegermächte zu gründen. Die Annäherung hatte sich bereits seit Sommer abgezeichnet, als die KPD ihre „Schlageter-Linie“ einschlug. Das Gewissen lobte sie als „Kampfpartei, die Tag für Tag immer nationalbolschewistischer wird“. Stadtler versuchte auch Politiker in Bayern und Ostpreußen zu einem Putsch zu bewegen, an dessen Spitze er sich dann selber stellen wollte. Gleichen kritisierte seine „Ambitionen auf einen führenden Staatsmann à la Mussolini“ und drängte ihn aus der Zeitschrift heraus.
Ab 1925 gab Stadtler die Wochenschrift Das Großdeutsche Reich. Er wurde Mitglied im Bundesvorstand des Stahlhelms. 1924 trat er der DNVP bei. 1929 übernahm er die Führung des paramilitärischen Stahlhelm-Studentenrings Langemarck. Ebenso war er im Zentralvorstand der DNVP, für die er 1932 bis 1933 Mitglied des preußischen Landtags war. Bei den Wahlen vom 31. Juli 1932 wurde er in den Reichstag gewählt. Er war Geschäftsführer der Deutschen Industriellen-Vereinigung, einer Gegengründung kleinerer und mittlerer Industrieller gegen den Reichsverband der Deutschen Industrie.
Gegen Ende der Weimarer Republik unternahm Stadtler mehrere erfolglose Versuche, die Reichsregierung stärker nach rechts zu orientieren: Im Mai 1931 forderte er in zwei Zeitungsartikeln seinen ehemaligen Kommilitonen, den Reichskanzler Heinrich Brüning (Zentrum), auf, sich nicht mehr von der SPD tolerieren zu lassen, sondern mit der politischen Rechten zusammenzuarbeiten. Brüning hielt aber an der Zusammenarbeit mit der SPD fest. Im Frühjahr und Sommer 1931 veröffentlichte Stadtler mehrere Artikel über den Kanzler, die später in einer vom DNVP-Vorsitzenden Alfred Hugenberg finanzierten Broschüre erschienen. Zu Brünings Verärgerung berichtete er darin aus dessen Hintergrundgesprächen mit Martin Spahn, bei dem sie beide studiert hatten, und stellte Ereignisse aus Brünings Vergangenheit wahrheitswidrig dar, um den Reichskanzler als Zauderer hinzustellen. Er müsse gestürzt werden, damit nicht „Deutschland in Chaos und Bolschewismus untergeht“. Am 4. Juni 1931 versuchte Stadtler bei einer Abendveranstaltung dem nationalsozialistischen Gauleiter von Berlin Joseph Goebbels die Idee einer gemeinsamen Front von NSDAP, DNVP und DVP schmackhaft zu machen, doch dieser durchschaute den Plan und schnaubte in seinem Tagebuch: „Wir sollen die Staffage abgeben. So siehst du aus.“ Nach den Reichstagswahlen vom November 1932 entwickelte Stadtler den Plan, Reichspräsident Paul von Hindenburg solle Adolf Hitler zum Reichskanzler eine Minderheitsregierung aus NSDAP und DNVP zu machen, die vom Zentrum toleriert werden sollte. Hugenberg solle in dieser Regierung „Wirtschaftsdiktator“ sein. Auch dieser Plan kam nicht zustande.

### NS-Zeit
Nach der Machtergreifung der Nationalsozialisten 1933 betrieb Stadtler mit anderen DNVP-Abgeordneten die Fusion ihrer Fraktion mit der der NSDAP. Am 31. Mai 1933 trat er aus der DNVP aus und trat als Hospitant der NSDAP-Fraktion bei. Ob er auch Mitglied der Partei wurde, geht aus den Quellen nicht widerspruchslos hervor.
1933 wurde Stadtler politischer Direktor im Ullstein Verlag, verlor diesen Posten aber bereits im Jahr darauf im Streit mit Reichspropagandaminister Joseph Goebbels. Von 1934 an lebte er als Schriftsteller und Inhaber des Neue Zeit-Verlages in Düsseldorf. Dieser ging aus dem ehemaligen DNVP-Verlag hervor. Stadtler verlegte ausschließlich seine eigenen Werke. 1935 erschienen seine Memoiren in drei Bänden. Sie wurden als deutliche Selbstüberschätzung kritisiert. Die Frankfurter Zeitung schrieb am 10. September 1936:

„Dieser Autor liebt es nicht, sein Licht unter den Scheffel zu stellen. Er wird nicht müde, sich seine ‚schöpferische Energie‘, seinen ‚aufopfernden Idealismus‘ und vor allem die außerordentliche Faszination zu attestieren, die von seiner Beredtsamkeit ausgegangen sei.“

1936 geriet Stadtler ins Visier der Gestapo und wurde überwacht. Er galt als Reaktionär, weshalb ihm der Düsseldorfer Gauleiter Friedrich Karl Florian 1937 verbot, Vorträge im dortigen Industrie-Club zu halten. 1937 veröffentlichte Stadtler das Buch Welt-Revolutions-Krieg, mit dem er sich als Wegbereiter der nationalsozialistischen Antikomintern-Politik ein Denkmal setzen und gleichzeitig den rassistischen Antibolschewismus des NS-Staats korrigieren wollte: Er lobte darin den „Vitalismus der jüdischen Rasse“, der sich in der Oktoberrevolution gezeigt habe, und nannte Josef Stalins Politik „für Rußland ‚nationalistisch bis auf die Knochen‘“. Die kaum verhohlene Kritik an der antisemitischen NS-Propaganda, die Stadtler damit übte, trug mit zu weiterem Misstrauen der Behörden bei. 1938 wurde sein Buch „Bolschewismus als Weltgefahr“ beschlagnahmt, kurz darauf wurde er in der Hochverratssache Walther Hensel verhört. 1939 wurde sein Verlag aufgelöst und seine Bücher vernichtet, woraufhin Stadtler wieder nach Berlin zog. Dort verhaftete ihn kurz nach dem Ende des Zweiten Weltkriegs die sowjetische Geheimpolizei NKWD. Am 8. Oktober 1945 starb Stadtler als Häftling im sowjetischen Speziallager Sachsenhausen.

## Schriften (Auswahl)
- Aufnahme und Einwirkung der Februar-Revolution vom Jahre 1848 im Elsaß. Dissertation. Straßburg 1911. Herder, Straßburg i. E. 1913.
- Friedensverhandlungen und Bolschewismus. Flugschrift (24 S.), 1919 (online)
- Die Diktatur der sozialen Revolution. Koehler, Leipzig 1920 (online)
- Die Weltkriegsrevolution (Vorträge von E. Stadtler). Koehler, Leipzig 1920 (online)
- Seldte-Hitler-Hugenberg! Die Front der Freiheitsbewegung. Sagert & Sohn, Berlin 1930.
- Schafft es Brüning?. Berlin 1931
- Lebenserinnerungen. 3 Bände. Neuer Zeitverlag, Düsseldorf 1935:
  - Band 1: Jugendschicksale 1886–1914.
  - Band 2: Als politischer Soldat, 1914–1918.
  - Band 3: Als Antibolschewist 1918–1919.
- Welt-Revolutions-Krieg. Neuer Zeitverlag, Düsseldorf 1936